# Kirani James
Kirani James (Gouyave, Grenada, 1 september 1992) is een Grenadiaans atleet, die gespecialiseerd is in de sprint. Zijn meeste succesvolle afstand is de 400 m. Kirani James wist in zijn juniorentijd veel titels te behalen, waaronder de wereldjuniorentitel. Zelfs was hij nog junior, toen hij in 2011 op de 400 m de wereldtitel bij de senioren veroverde, een jaar later gevolgd door de olympische titel op deze afstand. Kirani James wordt vaak vergeleken met de sprinter Usain Bolt, die eveneens op jonge leeftijd al erg succesvol was.

## Biografie

### Start carrière
Kirani James begon met atletiek op zijn twaalfde. Vrij snel daarna, nog op een jonge leeftijd, vertegenwoordigde hij het kleine Grenada op diverse jeugdkampioenschappen. Op dertienjarige leeftijd merkte hij, dat hij het kon opnemen tegen atleten van Caribische sprintgrootmachten als Jamaica en Trinidad en Tobago. In 2007 liep James de snelste tijd die een veertienjarige ooit op de 400 m heeft gelopen: 46,96 seconden. Deze tijd liep hij bij de wereldkampioenschappen voor B-junioren (U18), goed voor een tweede plek. Het jaar daarna werd hij eveneens tweede bij de wereldkampioenschappen, deze keer voor alle junioren (U20).

### Juniorensuccessen
Als zestienjarige weet James al soeverein zijn wedstrijd te winnen. Hij pakt de dubbel (200 en 400 m) op de wereldkampioenschappen voor B-junioren en hij wint de 400 m op zowel de CARIFTA Spelen, als de Pan-Amerikaanse juniorenkampioenschappen. Zijn derde wereldtitel haalt James in 2010, bij de WJK van Moncton. Hij neemt hier alleen deel aan de 400 meter. Datzelfde jaar behaalt hij de eerste successen voor de Universiteit van Alabama, waar hij zijn studie volgt: hij wordt NCAA-kampioen op de 400 meter.

### Wereldkampioen
In 2011 weet Kirani James op de 400 m goed door te dringen tot de internationale seniorentop. Hij verbetert zijn persoonlijk record tot 44,36 seconden, goed voor de tweede plaats op de jaarranglijst (een honderdste van een seconde achter LaShawn Merritt). Ook weet hij vrij gemakkelijk door te dringen tot de finale van de wereldkampioenschappen in Daegu. In deze finale ziet hij kans om LaShawn Merritt te onttronen, door 44,60 te lopen en 0,03 seconden voor Merritt te finishen. Ten slotte weet James de Weltklasse Zürich te winnen, de finalewedstrijd voor de Diamond League 2011. Hierdoor eindigt hij boven in het klassement en wint hij een diamant ter waarde van $80.000.
Bij de wereldindoorkampioenschappen van 2012 beëindigt James zijn gouden reeks; hij eindigt zesde in de finale in een tijd van 46,21.

### Olympische Zomerspelen 2012

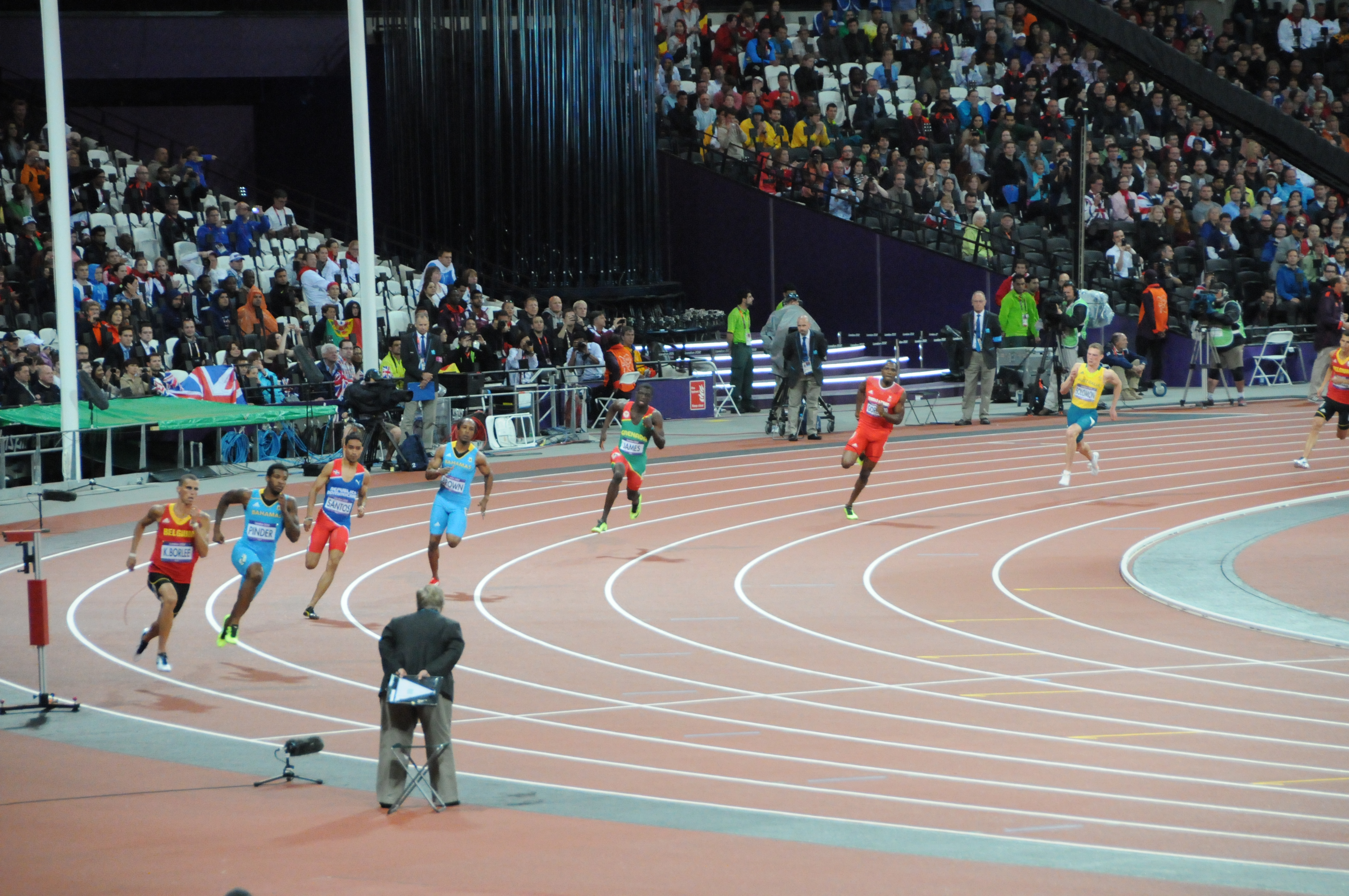
Kirani James (laan 5) tijdens de Olympische finale in Londen.

James kwam voor Grenada uit tijdens de Olympische Spelen van 2012 in Londen. Hij startte op het onderdeel 400 m. James won deze afstand en bezorgde Grenada de eerste medaille ooit tijdens de Olympische Spelen. Het was meteen een gouden medaille. Zijn winnende tijd van 43,94 seconden was bovendien de negende beste wereldtijd ooit.

### Teleurstelling wereldkampioenschappen
Het baanseizoen van 2013 leek voorspoedig te verlopen voor Kirani James: hij benaderde met 43,96 zijn persoonlijk record op twee honderdsten tijdens de Meeting Areva in de Parijse voorstad Saint-Denis. Ook stond hij in aanloop naar de wereldkampioenschappen van Moskou bovenaan de mondiale ranglijst van de 400 meter. Daardoor was hij samen met LaShawn Merritt favoriet voor de titel. In wedstrijden voorafgaand de wereldkampioenschappen eindigden confrontaties in kleine verschillen tussen de twee, terwijl de rest van het veld niet in de buurt kwam. In de meeste gevallen won James de wedstrijden, maar in Eugene tijdens de Prefontaine Classic moest hij Merritt voor zich laten.
In Moskou loopt het echter anders dan bij de rest van zijn wedstrijden. Merritt overtreft zichzelf en wint in 43,74 s. James ging naar eigen zeggen "dood de laatste 100 meter" en eindigde teleurstellend als zevende in 44,99 s. Bij de volgende confrontatie tussen de twee, tijdens de finale van de Diamond League 2013 in Zürich verliest James wederom van Merritt, ditmaal met een kleiner verschil. Ondanks dat James nog wel tweede wordt bij deze wedstrijd verliest hij hiermee te veel punten om het klassement te winnen en eindigt hij ook in de eindstand als tweede achter LaShawn Merritt.

### 2014-heden
James verklaarde voor de start van het atletiekjaar 2014 dat hij wilde deelnemen aan de Gemenebestspelen 2014 in Glasgow. James verbeterde tijdens de Athletissima in Lausanne zijn persoonlijk record tot 43,74 s, precies het persoonlijk record van LaShawn Merritt. Met deze tijd staat hij gedeeld vijfde op de ranglijst aller tijden op de 400 meter. Op de WK van 2015 liep James naar de bronzen medaille achter Wayde van Niekerk en LaShawn Merritt. Onder andere dankzij winst op de 400 meter tijdens de Prefontaine Classic en de Shanghai Golden Grand Prix won James in 2015 voor de tweede keer het eindklassement van de IAAF Diamond League.
In 2016 nam James deel aan de Olympische Spelen in Rio de Janeiro. In de 400 m finale moest hij, ondanks een tijd van 43,76 seconden, de duimen leggen voor Wayde van Niekerk, die in een wereldrecord veruit de snelste was. Na een 5e plaats op de WK nam James in 2021 een derde keer deel aan de Olympische Spelen en was goed voor de bronzen medaille.
Kirani James studeert bedrijfskunde aan de University of Alabama in Tuscaloosa, een van de tien universiteiten die hem een beurs aanboden. Daar wordt hij getraind door Harvey Glance, een voormalige sprinter die onder andere goud won, met de 4 x 100 meter estafetteploeg, tijdens de Olympische Spelen van 1976.

## Titels
- Olympisch kampioen 400 m - 2012
- Wereldkampioen 400 m - 2011
- Gemenebestkampioen 400 m - 2014
- NCAA-kampioen 400 m - 2010, 2011

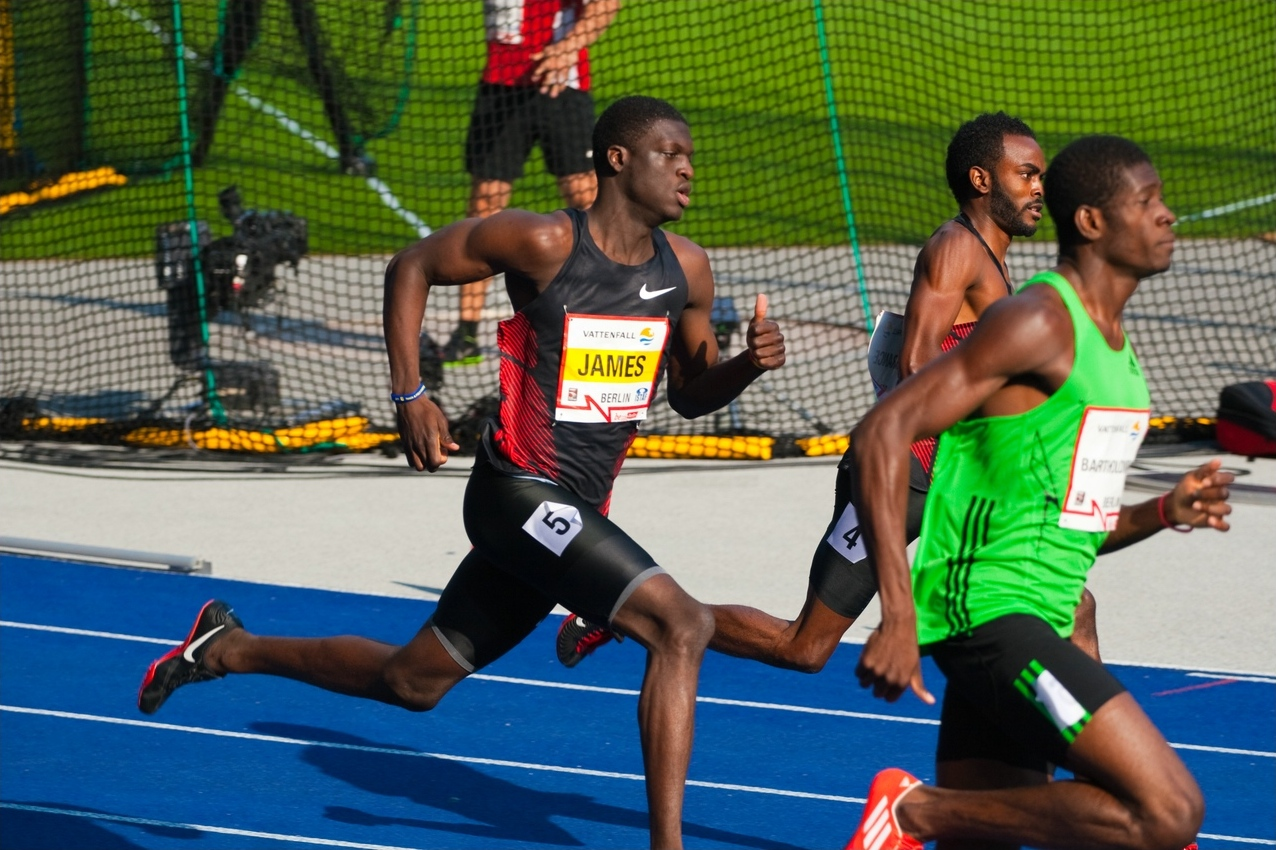
Kirani James op de 400 m tijdens het Internationales Stadionfest in Berlijn in 2011.

- Wereldjuniorenkampioen 400 m - 2008, 2010
- Wereldkampioen B-junioren 200 m - 2009
- Wereldkampioen B-junioren 400 m - 2009
- Pan-Amerikaans juniorenkampioen 200 m - 2011
- Pan-Amerikaans juniorenkampioen 400 m - 2009
- Jeugdgemenebestkampioen 400 m - 2008
- Kampioen CARIFTA Spelen U20 200 m - 2010
- Kampioen CARIFTA Spelen U20 400 m - 2009, 2010
- Kampioen CARIFTA Spelen U17 200 m - 2008
- Kampioen CARIFTA Spelen U17 400 m - 2007, 2008

## Persoonlijke records
Outdoor
| Onderdeel | Prestatie    | Datum         | Plaats   |
| --------- | ------------ | ------------- | -------- |
| 200 m     | 20,41 s (NR) | 16 april 2011 | El Paso  |
| 400 m     | 43,74 s (NR) | 3 juli 2014   | Lausanne |

Indoor
| Onderdeel | Prestatie    | Datum            | Plaats       |
| --------- | ------------ | ---------------- | ------------ |
| 200 m     | 20,58 s (NR) | 21 januari 2011  | Albuquerque  |
| 400 m     | 44,80 s (NR) | 27 februari 2011 | Fayetteville |

## Prestatieontwikkeling
| Jaar | 200 m   | 400 m   |
| ---- | ------- | ------- |
| 2007 |         | 46,96 s |
| 2008 | 21,38 s | 45,70 s |
| 2009 | 21,05 s | 45,24 s |
| 2010 | 20,76 s | 45,01 s |
| 2011 | 20,41 s | 44,36 s |
| 2012 |         | 43,94 s |
| 2013 |         | 43,96 s |
| 2014 | 20,63 s | 43,74 s |
| 2015 |         | 43,78 s |
| 2016 |         | 43,76 s |
| 2017 |         | 45,44 s |
| 2018 |         | 44,35 s |
| 2019 |         | 44,23 s |
| 2021 |         | 43,88 s |

## Palmares

### 200 m
- 2007: 6e CARIFTA Spelen U17 - 22,10 s
- 2008:  CARIFTA Spelen U17 - 21,38 s
- 2009:  WK U18 - 21,05 s
- 2010:  CARIFTA Spelen U20 - 20,76 s
- 2011:  Pan-Amerikaanse juniorenkamp. - 20,53 s

### 400 m
Kampioenschappen

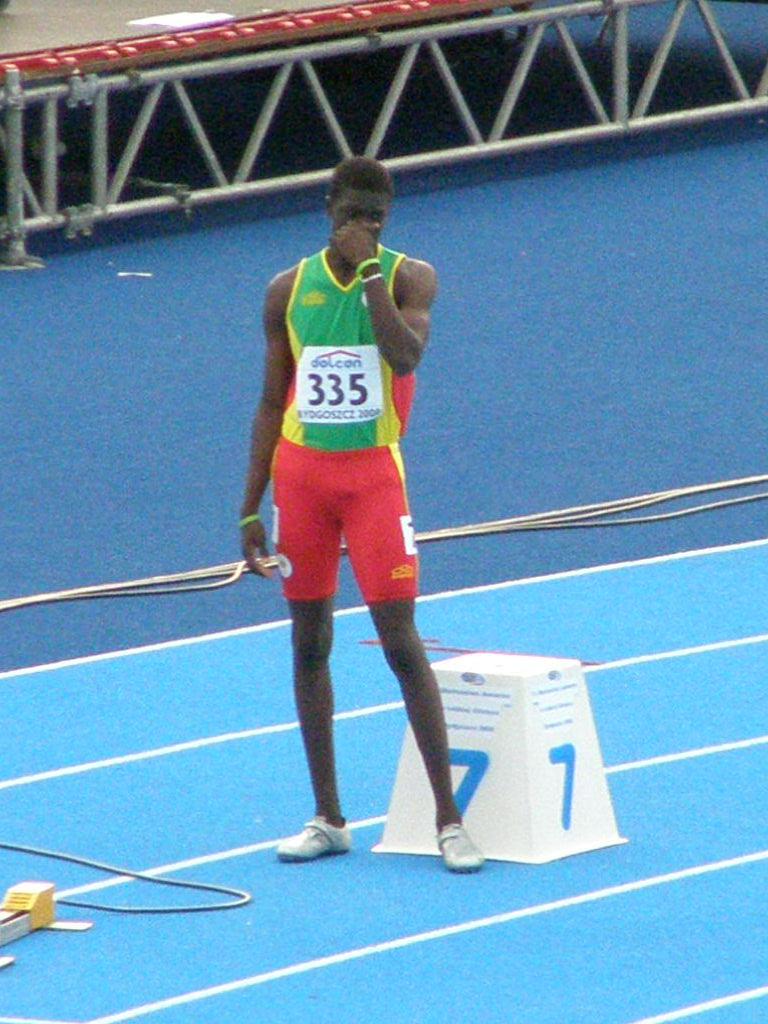
Kirani James bij de start tijdens de WJK in 2008.

- 2007:  CARIFTA Spelen U17 - 47,86 s
- 2007:  WK U18 - 46,96 s
- 2008:  CARIFTA Spelen U17 - 47,87 s
- 2008:  WK U20 - 45,70 s
- 2008:  Jeugdgemenebestspelen U18 - 46,66 s
- 2009:  CARIFTA Spelen U20 - 45,45 s
- 2009:  Pan-Amerikaanse juniorenkamp. - 45,43 s
- 2009:  WK U18 - 45,24 s
- 2010:  CARIFTA Spelen U20 - 45,02 s
- 2010:  WK U20 - 45,89 s
- 2011:  WK - 44,60 s
- 2012: 6e WK indoor - 46,21 s
- 2012:  OS - 43,94 s (NR)
- 2013: 7e WK - 44,99 s
- 2014:  Gemenebestspelen - 44,24 s
- 2015:  WK - 43,78 s
- 2016:  OS - 43,76
- 2019: 5e WK - 44,54 s
- 2021:  OS - 44,19 s
- 2022:  WK - 44,48 s

Diamond League-podiumplekken
- 2011:  Eindzege Diamond League
- 2011:  Aviva London Grand Prix – 44,61 s
- 2011:  Weltklasse Zürich – 44,36 s
- 2012:  London Grand Prix – 44,85 s
- 2012:  Herculis – 44,76 s
- 2012:  Athletissima – 44,37 s
- 2013:  Shanghai Golden Grand Prix – 44,02 s
- 2013:  Prefontaine Classic – 44,39 s
- 2013:  Meeting Areva – 43,96 s
- 2013:  London Grand Prix – 44,65 s
- 2013:  Weltklasse Zürich – 44,32 s
- 2014:  Prefontaine Classic – 43,97 s
- 2014:  Athletissima - 43,74 s
- 2014:  Aviva Birmingham Grand Prix - 44,59 s
- 2015:  Prefontaine Classic – 43,95 s
- 2015:  Shanghai Golden Grand Prix – 44,66 s
- 2015:  Eindzege Diamond League
- 2016:  Aviva Birmingham Grand Prix - 44,23 s
- 2016:  Prefontaine Classic – 44,22 s
- 2018:  London Müller Anniversary Games - 44,50 s
- 2021:  Bauhaus-Galan - 44,63 s
- 2021:  Memorial Van Damme - 44,51 s
- 2021:  Weltklasse Zürich – 44,42 s
- 2022:  Prefontaine Classic - 44,02 s
- 2022:  Golden Gala - 44,54 s
- 2022:  Bislett Games - 44,78 s
- 2022:  Kamila Skolimowska Memorial - 44,55 s
- 2022:  Weltklasse Zürich - 44,26 s
- 2022:  Eindzege Diamond League

### 4 x 400 m
- 2009:  CARIFTA Spelen U20 - 3.11,93
- 2009: 5e Pan-Amerikaanse juniorenkamp. - 3.11,91
- 2011: 5e Centraal-Amerikaanse en Caraïbische kamp. - 3.04

## Onderscheidingen
- Grenadiaans sporter van het jaar - 2009

1896: Thomas Burke ·
1900: Maxey Long ·
1904: Harry Hillman ·
1908: Wyndham Halswelle ·
1912: Charles Reidpath ·
1920: Bevil Rudd ·
1924: Eric Liddell ·
1928: Ray Barbuti ·
1932: Bill Carr ·
1936: Archie Williams ·
1948: Arthur Wint ·
1952: George Rhoden ·
1956: Charlie Jenkins ·
1960: Otis Davis ·
1964: Mike Larrabee ·
1968: Lee Evans ·
1972: Vince Matthews ·
1976: Alberto Juantorena ·
1980: Viktor Markin ·
1984: Alonzo Babers ·
1988: Steve Lewis ·
1992: Quincy Watts ·
1996: Michael Johnson ·
2000: Michael Johnson ·
2004: Jeremy Wariner ·
2008: LaShawn Merritt ·
2012: Kirani James · 
2016: Wayde van Niekerk · 
2020: Steven Gardiner · 
2024: Quincy Hall
1983 Bert Cameron ·
1987 Thomas Schönlebe ·
1991 Antonio Pettigrew ·
1993 Michael Johnson ·
1995 Michael Johnson ·
1997 Michael Johnson ·
1999 Michael Johnson ·
2001 Avard Moncur ·
2003 Jerome Young ·
2005 Jeremy Wariner ·
2007 Jeremy Wariner ·
2009 LaShawn Merritt ·
2011 Kirani James ·
2013 LaShawn Merritt ·
2015 Wayde van Niekerk ·
2017 Wayde van Niekerk ·
2019 Steven Gardiner ·
2022 Michael Norman ·
2023 Antonio Watson